# Trachyarus brevipennis
Trachyarus brevipennis là một loài tò vò trong họ Ichneumonidae.